# Luke Goedeke
Luke Goedeke (né le 21 novembre 1998 à Whitelaw dans l'État du Wisconsin aux États-Unis) est un joueur professionnel américain de football américain.
Il joue au poste d'offensive tackle pour la franchise des Buccaneers de Tampa Bay dans la National Football League (NFL) depuis 2022.

## Biographie

### Jeunesse
Goedeke est une recrue zéro étoile en sortant de Valders High School, situé dans le village homonyme de Valders. Il ne reçoit aucune offres d'équipe de division I et est ennuyé par une grave blessure à l'épaule qui mets sa carrière sportive en péril. Ayant reçu peut d'attention, il rejoint les Pointers de  l'université du Wisconsin à Stevens Point alors qu'il est inscrit dans le programme d'ingénierie chimique à l'institution.

### Carrière universitaire
Avec les Pointers, Goedeke, jouant alors comme tight end, attrape douze passes pour 132 yards. Ayant comme objectif de jouer en division I, il écrit aux programmes de l'université du Wisconsin à Madison et de l'université du Centre du Michigan pour avoir une opportunité comme walk-on avec leur équipe. Ces-derniers  montre de l'intérêt pour Goedeke et l'invite à leur campus de Mount Pleasant. Ils offrent alors à Goedeke une bourse d'études et il rejoint leur équipe la saison suivante.
Portant le redshirt durant sa première saison avec l'équipe, Goedeke est convaincu par l'entraîneur Tavita Thompson de faire la transition sur la ligne offensive. Il passe alors la saison à prendre du poids et du muscle pour sa nouvelle position. Il joue à la position la saison suivante, mais doit raté la saison 2020 dû à une blessure au genou. En 2021, il forme un tandem comme offensive tackle avec Bernhard Raimann, un espoir de premier plan pour la draft à venir. À la fin de la saison, il est nommé sur la première équipe All-MAC en 2021. En prévision du draft, il est décrit comme un joueur capable de jouer pour une équipe utilisant un blocage de zone, mais ses bras trop courts lui font prédire un avenir comme offensive guard dans la NFL. Le soir de la draft, les Buccaneers de Tampa Bay acquiert le 57e choix pour sélectionné Goedeke, avec l'intention de le mettre en compétition avec Aaron Stinnie, Nick Leverett et Robert Hainsey pour le poste de partant comme garde à gauche.

### Carrière professionnelle
Goedeke joue principalement comme garde à gauche durant sa première saison professionnelle. Cependant, les résultats se montent peut flatteur. À la fin de la saison, l'équipe décide de bouger le tackle Tristan Wirfs à gauche ce qui permettrait à Goedeke de revenir au poste où il jouait à Central Michigan. Le changement porte ses fruits puisque Goedeke passe d'une note de 46,7 en 2022 selon l'évaluation de PFF à une de 72,5 en 2023, la plus grande amélioration pour un tackle dans la NFL. Malgré tout, Goedeke se montre insatisfait de son travail sur la protection de passe,.
La saison 2024 de Goedeke est marqué par une commotion cérébrale lors du premier match de la saison. Malgré cela, il se montre efficace à son retour et ses statistiques sont parmi les meilleurs de la ligue à sa position. Son amélioration est considéré comme l'une des raisons qui permet à l'équipe de gagné sa division pour une seconde année de suite.